# 尤比克 (小说)
《尤比克》（英语：Ubik，/ˈjuːbɪk/ YOO-bik）是一部由美国作者菲利普·狄克于1969年所著的科幻小说。故事情节发生于未来的1992年，那时，超能力在商业间谍活动中已经广泛使用，而复杂的技术能让刚刚死去的人们处于长期的冬眠状态。 而乔·奇普，一个反超能机构的技术员，他在一次暗杀后开始经历现实世界的奇怪变化，而这种变化可以被由一种神密的在商店出售的物质暂时性地逆转。
《尤比克》是迪克的最受好评的小说之一。在2009年，其被选为《时代》杂志自从1923年以来的百大小说。在《时代》的评论中，评论家列夫·格罗斯曼将其描述为“一个深深能令人感到不安的恐怖故事，这是个你所不能从中确认你自己是否醒来的梦魇”。

## 剧情
一九九二年，人类已经占领了月球，而超能力也是相当普遍的了。主人公乔·奇普，是一个债台高筑的技术人员，他在为朗西特联合公司工作，这家“审慎组织（prudence organization）”雇佣了“反超能者”——有能力使无效化有心灵感应和预言能力的人的人——来保护客户的隐私。公司由格伦·朗西特创建，并由其已故的的妻子埃拉协助。埃拉处于“中阴身”状态，这是种人体冷冻冬眠技术，能让死者拥有有限的意识和交流能力。在咨询埃拉时，朗西特发现她的意识被另一个中阴身者乔里·米勒入侵了。
当商业寡头斯坦顿·米克雇佣朗西特合伙企业来保护他的月球设施不被超能力者入侵时，朗西特组建了支由11名他公司最好的反超能者组成的团队，包括最近雇佣的帕特·康利，这个神秘的女孩有独特的超能力，能通过改变过去来撤销已发生的事件。朗西特和奇普来到斯坦顿·米克的月球基地，在那里发现那任务其实是个陷阱，大抵是公司的主要对手雷依·霍利斯主导的，他领导着一个超能力者组织。炸弹的爆炸明显杀死了朗西特，但没有严重地伤害到其他成员。他们冲回地球，并将朗西特放入灵魂馆，但是他们不能与其建立联系，所以他的尸体被埋葬了。
从爆炸的那一刻起，队伍就开始遇到了现实的转变。许多他们所接触到了的东西（尤其是香烟）都变得比它们所应拥有的新旧更旧，有的东西甚至变成了更早的、它们的旧型号，而且在迅速地变化。他们逐渐发现他们自己回到了过去，而一切最终停留在了1939年。与此同时，他们发现他们自己被朗西特的“表征”所包围；例如，他的脸在他们的钱上出现了。随着小说的发展，队伍里的成员们开始一个接一个的感觉疲惫和寒冷，然后突然干枯而死。乔·奇普视图弄清正在发生的事情，并发现了来自朗西特的两个互相矛盾的信息，一个是说朗西特还活着，而队伍都死了；另一个说这信息是在朗西特还活着的时候记录的，但现在朗西特已经死了。后者信息是一个尤比克的广告，这是种在商店里出售的产品，能用于暂时延缓事物的退化，而其经常作为一罐气雾喷雾器出现。 奇普推断他们可能都已经在爆炸中死了，而现在他们以中阴身的形式连接在了一起，而且他对于取得尤比克的尝试没有成功。 
在收到另一条消息并前往朗西特的家乡后，乔·奇普指责帕特·康利为霍利斯工作并用她的能力导致了现实的退化，这时他自己也在干枯，康利承认了这个事实。当她离开奇普而且奇普要死了的时候，他被朗西特所救了，朗西特对他喷了尤比克并告诉他队伍成员确实处于中阴身状态而且朗西特本人他还活着而且尝试去帮助他们，尽管他也不知道尤比克到底来自于哪里。朗西特失踪后，乔里·米勒出现在奇普身边，告诉他这一切是由乔里所造成的，不是康利，而且乔里已经杀死了整个队伍（包括康利），与此同时乔里“吃掉”了中阴身者来维持乔里他自己，而队伍所体验到的整个现实都是由乔里所建造并维护的。但是，奇普受了尤比克的作用的保护，并离开了乔里。当他的状况最后开始再度恶化时，他遇见了埃拉，埃拉通过给了他尤比克的终身供应而救了他，并让他保持在中阴身状态来在埃拉她自己转生后协助朗西特。其也暗示了乔里在现实世界中也有盟友，这让他能寻找其他中阴身者来实用，以维护其自己的中阴身。尤比克被声称是由埃拉和其他几个中阴身者以抵御乔里为目标而开发的。
每一章节都由一则广告开始，其广告介绍了尤比克作为一种不同的产品为特定用途服务。最后一章介绍了尤比克创造了并引导了这个宇宙，而其真名是不可知也不可说的。在这个短章节中，朗西特，这个身处“活人”世界的人在为失去了他最好的员工而哀悼，但他发现硬币上所展现的是奇普的脸，而他感觉这“只是个开始”。

## 人物

### 格伦·朗西特
纽约朗西特公司老板

### 乔·奇普
场强测量师，朗西特公司员工。

### 伊迪·多恩
反超能师，朗西特公司员工。

### 赫伯特·肖恩美特·冯·福格尔桑
亲友亡灵馆的老板

### G.G.阿什伍德
反超能师，朗西特公司员工。

### 温迪·莱特
反超能师，朗西特公司员工。从月球逃亡到地球后，疑似因为辐射而死亡。

### 阿尔·哈蒙德
反超能师，朗西特公司员工。

### 雷·霍利斯
超能师

### S.多尔·梅利丰
通灵师，霍利斯的手下，长相似乎没人见过，心力最强。

## 说明及分析
迪克的前妻泰莎评论，
Ubik是上帝的隐喻。Ubik是全能的、全知的，Ubik无处不在。喷雾罐只是Ubik采取的一种形式，让人们很容易理解它、使用它。帮助他们的不是罐子里面的物质，而是他们对罐子会帮助他们的承诺的信心。
尤比克是主的隐喻。尤比克是全能、全知的，尤比克无处不在。喷雾馆只是尤比克所为了使人们易于理解、使用而采取的一种形式。帮助人们的不是罐子里的物质，而是罐子对帮助他们的承诺。 
她也用文字诠释了结局。
很多读者在阅读完《尤比克》的结局后感到困惑，结局说格伦·朗西特在他的口袋里发现了一枚有乔·奇普头像的硬币。这意味着什么？朗西特死了吗？乔·奇普和其他人还活着吗？事实上，这是要告诉你，我们不能确定在世界上的任何东西都是我们所称的‘现实’。有可能他们都死了后冬眠了，或者说中阴身世界可以改变现实世界。也有可能是他们都还活着，这一切只是一场梦。
彼得·费廷（1975） 认为尤比克的神-魔/生-死关系与中阴身者反派的消耗能力相似，在超能者与反超能者之间的商业化工业也占据了小说的“真实”。费廷也注意到迪克通过在每一章开头的讽刺性广告消息致力于使非神圣化及商业化尤比克。

## 扩展阅读
- Braver, Lee, (2015) “Coin-Operated Doors and God: A Gnostic Reading of Philip K. Dick’s Ubik”, Extrapolation 56.1, pp. 83-110. https://doi.org/10.3828/extr.2015.6 （页面存档备份，存于）
- Fitting, Peter, (1975) "Ubik and the Deconstruction of Bourgeois SF （页面存档备份，存于）", Science-Fiction Studies # 5, 2:1, pp. 47–54.
- Lem, Stanislaw, (1975) "Science and Reality in Philip K. Dick’s Ubik", A Multitude of Visions, ed. Cy Chauvin, Baltimore; T-K Graphics, pp. 35–9.
- Pagetti, Carlo, (2003) "Ubik uno e trino" [afterword], Philip K. Dick, Ubik, Roma: Fanucci, pp. 253–66. （意大利文）
- Proietti, Salvatore, (2006) "Vuoti di potere e resistenza umana: Dick, Ubik e l'epica americana", Trasmigrazioni: I mondi di Philip K. Dick, eds. Valerio Massimo De Angelis and Umberto Rossi, Firenze: Le Monnier, pp. 204–16. （意大利文）

## 扩展
- 列在網路推理小說資料庫中的《尤比克 (小说)》